# Маттіа Боттані
Маттіа Боттані (нім. Mattia Bottani, нар. 24 травня 1991, Лугано) — швейцарський футболіст, півзахисник клубу «Лугано».

## Ігрова кар'єра
Народився 24 травня 1991 року в місті Лугано. Вихованець юнацької команди «Лугано», у основному складі якої дебютував у сезоні 2009/10 в Челендж-лізі, проте зіграв лише у двох матчах, після чого був відданий в оренду в клуб «Тічино». Повернувшись 2011 року у «Лугано», поступово став основним гравцем і 2015 року допоміг команді вийти у Суперлігу, де і дебютував у сезоні 2015/16.
З серпня 2016 року один сезон захищав кольори клубу «Віль», після чого знову повернувся рідне «Лугано». Станом на 14 квітня 2018 року відіграв за команду з Лугано 18 матчів в національному чемпіонаті.

## Досягнення
- Переможець швейцарської Челендж-ліги: 2014/15

- Володар Кубка Швейцарії (1):

«Лугано»: 2021-22